# Affichage dynamique
 (mars 2012).
L’affichage dynamique (en anglais : digital signage), est un outil de communication et de marketing qui permet de diffuser des informations, sous forme de contenus multimédias, dans les lieux publics sur un écran, un mur d'écrans ou par vidéo-projection. 
Les écrans permettent aux consommateurs d'obtenir des informations supplémentaires au moment de l'achat d'un produit ou d'un service.
Ce type de diffusion est particulièrement adapté pour la publicité sur le lieu de vente (PLV) et pour l’information du public dans des lieux où celui-ci est en attente ou de passage. Cette signalétique assistée par ordinateur peut ainsi être utilisée dans les boulangeries, cafés, bars, restaurants ; mais également dans les hôtels, halls d'accueil, boutiques, centre commerciaux, cinémas, stations services.
L'affichage dynamique est également employé pour la communication interne d'une entreprise, piloté par l'équipe de communication du siège social dans le cadre d'entreprises nationales ou internationales. Les écrans peuvent être installés dans des salles de réunions voire dans des lieux de détente.
Enfin, l’affichage dynamique est utilisé par les régies publicitaires qui disposent des écrans dans les villes et revendent des emplacements de publicité à des annonceurs pour la promotion de leur marque. Cette pratique a été rendue possible et a été développée ces dernières années avec l’émergence de la programmatique.
Par sa souplesse d'usage et les possibilités audiovisuelles offertes, les systèmes d'affichage dynamique sont utilisés à la place des systèmes traditionnels hors média comme les affiches, panneaux d'information et de signalétique.
L’affichage dynamique est parfois désigné sous les noms de affichage numérique, affichage digital, affichage interactif, signalétique assistée par ordinateur. Et en anglais : digital signage, digital media, public display ou encore digital out of home ou out of home TV.

## Avantages et inconvénients

### Avantages
- Mise à jour rapide des contenus sur les écrans. Souvent, les écrans sont contrôlés via un logiciel ou une plateforme web et il est possible de changer les contenus à distance, ce qui est plus rapide que de changer des affiches. Avec l'automatisation, certaines mises à jour sont autonomes. Par exemple, dans l'immobilier, secteur qui utilise l'affichage dynamique pour proposer des présentations de bien sur écran toujours actualisés. Les écrans remplacement, en vitrine, les affichettes en papier.

- Support attractif. Les écrans peuvent diffuser des diapositives ou vidéos, et dans ce cas, les contenus sont animés et attirent plus facilement le regard que des affiches.

- Plus de "place" sur les écrans (car les messages défilent). Une affiche ne change pas alors que sur un écran, il est possible de faire défiler plusieurs images ou vidéos à la suite : on peut donc mettre plusieurs "affiches" à la suite sur un écran.
- La maîtrise de la communication à distance. Dans sa version SaaS, l'affichage dynamique est connecté à un Cloud. Ainsi, depuis une interface, l'administrateur peut contrôler l'affichage de contenus sur un nombre illimité d'écrans, sans contrainte géographique.
- C'est un bon moyen d'utiliser les créations des services marketing des marques, permettant de valoriser leur travail : les écrans d'affichage dynamique peuvent relayer les communications élaborées en première intention pour le web ou les réseaux sociaux.

### Inconvénients
- Investissement important. Acheter un écran coûte plus cher que de poser une affiche et les solutions pour contrôler les écrans sont rarement gratuites. À long terme, il est possible de rentabiliser l’écran, mais les prix sont de moins en moins cher.

- Édition et renouvellement du contenu peut être complexe. Si les personnes gérant les écrans ne sont pas graphistes, il peut être compliqué de mettre à jour le contenu régulièrement sur l’écran. Certaines solutions proposent des outils intégrés pour générer soi-même des vidéos. Des agences de communication proposent également des packs de vidéos à créer pour une période (par exemple 4 nouvelles vidéos par an).

Certaines solutions permettent de mettre ses propres contenus en ligne sans être obligé d'utiliser des logiciels complexes ou de faire appel à des agences.

## Technique

### Généralités
Un système d’affichage dynamique permet de diffuser une information sous forme de fichier vidéo, audio, image ou document en l’envoyant depuis son ordinateur sur des serveurs. Ces serveurs vont traiter l’information et la configuration associée pour lancer les affichages suivant la programmation. La connectivité de chaque affichage au serveur d'affichage dynamique peut être assurée par une application installée sur le système embarqué d'un écran (SoC), ou bien installée sur un boîtier externe (mini PC) raccordé à l'écran via un câble vidéo HDMI.  
Avec le web, l’affichage dynamique est connecté.
La communication entre l’écran (ou le boîtier externe) et le serveur s’effectue généralement via une connexion Internet, qu’il s’agisse d’une liaison filaire par câble Ethernet ou d’une connexion Wi‑Fi. Les solutions d’affichage dynamique intègrent souvent un mécanisme de synchronisation locale des contenus afin de garantir une lecture fluide et d’assurer un fonctionnement temporaire hors ligne en cas de coupure du réseau.

### Contenu
Les informations diffusées peuvent prendre la forme de différents médias tels que des films, des diaporamas photographiques, des animations, des présentations PowerPoint, des fichiers (PDF, Excel, Word), des pages web ou tout autre type de fichier multimédia.
L’affichage dynamique est utilisé pour la communication externe comme interne et propose des contenus plus variés que des supports statiques.
Il peut, par exemple, diffuser auprès des salariés des informations liées à la logistique, à la sécurité, à des indicateurs de performance (KPI), à des actualités RH ou à d’autres données opérationnelles issues de sources diverses.
Les systèmes d’affichage dynamique se connectent à de multiples sources de données (CRM, bases de données internes, fichiers CSV, flux météo, flux RSS, actualités, réseaux sociaux, API ou logiciels métiers) pour afficher des informations mises à jour en temps réel. Cette capacité à intégrer et mettre à jour des données dynamiques le distingue nettement de la signalétique papier traditionnelle.
Trois types de système de gestion de contenu différents se partagent l’ensemble du marché : les systèmes hébergés, les systèmes SaaS et les systèmes hybrides.

#### Système hébergé (aussi dit "on-premise")
Le système hébergé fonctionne sans connexion internet, sur des ordinateurs (ou player) à proximité des écrans. Les serveurs de contenu sont donc sur ce même réseau. La personne qui contrôle les écrans doit donc être sur le même réseau que ces players et elle ne peut pas les contrôler en dehors de ce réseau. Cette solution est souvent utilisée dans les grands groupes, sur leur intranet. Elle offre une sécurité maximale et la facturation se fait en une fois, à l’installation.

#### Système SaaS (aussi dit "cloud")
Le système SaaS repose sur internet. La gestion des écrans se fait sur un site internet. La personne qui contrôle les écrans peut le faire de n’importe où. Les players doivent se connecter à internet pour fonctionner et pour pouvoir diffuser sur les écrans. Les serveurs de contenu sont sur internet. La sécurité dépend du prestataire et la facturation se fait chaque mois, à la manière d’un abonnement internet.

#### Système hybride
Le système hybride est un système hébergé avec un accès internet. Les players se connectent au serveur en local mais le serveur peut communiquer avec internet, par exemple pour récupérer la météo et l’afficher sur les écrans.

### Programmation
La diffusion se fait généralement via une playlist de médias. Il est possible de programmer la playlist pour ne l'afficher qu’à certaines heures de la journée ou certains jours de la semaine, grâce, par exemple, à un calendrier. La programmation avancée permet de spécifier des règles qui déclencheront des diffusions (par exemple, afficher cette playlist uniquement si la température dépasse 25 °C). Cette option est utilisée dans la publicité pour contextualiser les diffusions. 
Dans certains cas, la diffusion des médias peut être gérée par des événements extérieurs, tels que des interactions utilisateur sur l’écran, des événements provenant d’autres applications ou l’utilisation de capteurs adaptés, comme un capteur de présence.
L’affichage dynamique peut également être combiné à des dispositifs interactifs tels que des écrans tactiles, des tablettes, des bornes ou des totems. Ces interactions influencent le contenu affiché et permettent de rendre la diffusion non linéaire, ouvrant la voie à des usages de consultation ou de collecte d’informations auprès des utilisateurs.
Les déploiements peuvent être multi‑supports, avec un réseau regroupant un grand nombre d’écrans installés sur plusieurs sites, parfois répartis dans différents pays, et pouvant être pilotés à distance depuis une même plateforme logicielle.
La prise de contrôle des écrans peut s'effectuer par un navigateur web, si le logiciel utilisé est basé sur un serveur distant (système SaaS), ou sur une connexion locale si le logiciel pilote est installé en local (hébergé ou hybride).

## Avenir
L'industrie de l'affichage dynamique est en constante évolution, de par son étroite relation avec les technologies de l'information et de la communication.
Il existe des systèmes évolués qui dépassent le simple cadre de l'affichage, en pratiquant par exemple le comptage des utilisateurs ou  en permettant la reconnaissance du sexe de l'utilisateur par ordinateur, dans le but de diffuser un message spécifique. D'autre part, l’accroissement du taux d'équipement en smartphones dans le grand public rend économiquement viables les solutions de connexion sans fil entre ces terminaux et le système d'affichage dynamique, ce qui ouvre des possibilités de marketing personnalisé. 
Le secteur de l'affichage dynamique est en pleine croissance. Mais les nombreux éléments qui le composent rendent difficile l'évaluation de la taille du marché. En 2014, Markets and Markets estimait le marché de l'affichage dynamique à 14,63 milliards de dollars et évaluait sa taille prévisible en 2020 à 23,76 milliards en 2020. Parmi les solutions d'affichage dynamique les plus connues figurent les solutions des sociétés suivantes : VXL Software (Illumineye Digital Signage), Pro Display, Crown Heights, Lenovo (Lenovo Digital Signage), Scala, Broadsign,  I-video, Emity, Telelogos (Media4Display), ADS, Disign.
Pour se différencier face à la banalisation des affichages dynamiques, les acteurs du marché se diversifient en proposant des solutions d'Affichage transparent en vitrines, en centres commerciaux ou dans l'espace public.